# Josef Öhrneman
Josef Emanuel Öhrneman, född 15 februari 1896, Göteborg, död 17 april 1983, missionär för Svenska Missionsförbundet och verksam i Kongomissionen. 
Josef Öhrneman var son till vaktmästare Anders J. Pettersson och Oleana Hansdotter ("Anna" enligt artikel i Svenskt porträttarkiv). Han tog sin studentexamen 1916 och genomgick sedan utbildning vid Göteborgs handelsinstitut 1917-1918. Under början av 1920-talet gick han i Missionsskolan och från 1922 var han missionär i Kongo. Han tog parallellt språkkurser i Bryssel 1925 och 1929. Under 1926 var han delaktig då missionärernas verksamhet dokumenterades med film i Kongo i bland annat Kingoyi, Musana och Sundilutete. Det resulterade i två filmer, Svensk mission i Kongo (1931) och Hos de svarta i Kongo (1931). I Kingoyi var han verksam 1926-1932. År 1927 gifte han sig med Solveig Christiansen (född 1905). Han var ledare för Missionsrådet i Kongo från 1934. Han har skrivit flera böcker, bland annat På filmfärd till urskogsfolket 1929, Strandhugg Afrika runt 1933, Nybygget i Kongoskogen 1934 och Perspektiv från Kongo 1968.